# Pitigrilli
Pour les articles homonymes, voir Segre.
Œuvres principales
- Mammiferi di lusso 1920
- La cintura di castità 1921
- Cocaina 1921
- La Vergine a 18 carati 1924
- L'esperimento di Pott 1929
- Dolicocefala bionda (1936)

Dino Segre, connu sous le nom de plume Pitigrilli (Saluces, 1893 — Turin, 1975) est un journaliste, écrivain et directeur de revue italien.
D'abord essentiellement journaliste, il devint dans l'entre-deux-guerres un des auteurs italiens les plus en vue, grâce en particulier à une série de romans et de nouvelles (Cocaïne, 1921 ; Dolico blonde, 1936) où foisonnent, sur fond d'intrigue érotique, aphorismes caustiques, pétillants jeu de mots et paradoxes pointus, propres à séduire un public se disant volontiers affranchi et anticonformiste. Parallèlement, il fonda et dirigea plusieurs revues, qui eurent les honneurs des meilleurs plumes italiennes du moment. Sous le pouvoir fasciste, il espionna, pour le compte de la police politique, les milieux antifascistes turinois et parisiens, et doit être tenu coresponsable de la détention ou de l'assignation à résidence de nombreux opposants au régime, dont Carlo Levi. Finalement mis en disgrâce, tombant lui-même, étant demi-juif, sous le coup des lois raciales, puis s'étant affiché en faveur de l'armistice en 1943, il dut fuir son pays à l'avènement de la RSI. La paix revenue, il préféra, après que ses activités au service de la police secrète eurent été mises au jour, s'établir avec sa famille en Argentine, où il écrivit pour un grand quotidien local des chroniques désormais très apaisées, empreintes de sagesse, reflétant sa conversion au catholicisme. Rentré en Europe à la chute de Perón, il écrivit encore divers ouvrages et des articles pour des périodiques catholiques. Umberto Eco lui consacra plusieurs essais au milieu des années 1970.

## Jeunesse et premières publications
Dino Segre naquit à Turin d'un père d'origine juive mais athée, ancien officier de l'armée italienne, et d'une mère catholique, issue d'une vieille famille de grands fermiers et de pharmaciens piémontais. Sa mère le fit baptiser à l'insu du père peu après sa naissance.
Passionné par les lettres autant que par la peinture, et indécis pendant quelque temps, il opta finalement pour la littérature, et promptement entra dans les grâces de la poétesse Amalia Guglielminetti. En effet, à l'université de Turin où, au terme de ses humanités classiques, il avait entrepris des études de droit, il donna, à la question posée par son professeur de littérature quel était selon lui le meilleur poète italien de tous les temps, la réponse suivante : « si je n'étais pas étudiant, je répondrais Amalia Guglielminetti ; mais vu que je le suis, je dis : Dante Alighieri » ; Guglielminetti, très en vue à l'époque en raison de son franc-parler et de sa liaison avec Guido Gozzano, ayant eu vent de cette réponse, invita Pitigrilli à prendre le thé dans son salon, alors lieu de rencontre du tout Turin cultivé, où Dino Segre fut bientôt surnommé l'éphèbe blond en raison de son aspect, et de frère Piti eu égard à son érudition toute jésuitique. La liaison orageuse qu'il aura avec la poétesse à partir de 1918 ne durera guère et s'achèvera devant les tribunaux.
Son pseudonyme Pitigrilli lui vint comme suit. Un jour, il avait demandé à sa mère de quel animal provenait la fourrure dont était garni son manteau, et celle-ci lui répliqua : « c'est du petit-gris, d'un petit écureuil ». Trouvant ce nom petit-gris singulièrement à son gré, il en adopta comme pseudonyme, pour ses premiers vers, la forme italianisée Pitigrilli,.
Entretemps, Guglielminetti lui avait ouvert les portes du journalisme. Aussi se lança-t-il, encore étudiant, dans la critique journalistique, en même temps qu'il se mit plus tard à écrire une série de romans et de récits à succès. À partir de 1914, et jusqu'à l'été 1915, il contribua à la revue satirique Numero, dans les pages de laquelle il s'attaqua, dans un de ses premiers billets, à Gabriele D’Annunzio, au motif que celui-ci eut pour la deuxième fois décliné une distinction académique, puis derechef l'année d'après, en ridiculisant le poète-prophète, mais non sur le chapitre de son interventionnisme.

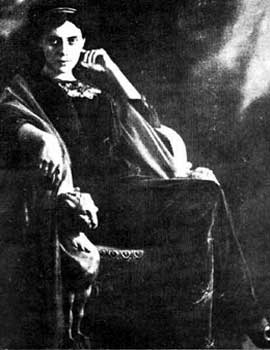
La poétesse Amalia Guglielminetti, de qui Pitigrilli fut le protégé au début de sa carrière.

À la mi-1915, il fit paraître une première plaquette de vers, Le vicende guerresche di Purillo Purilli bocciato in storia, opuscule dont la revue Numero fit la promotion sous la forme d'une édition monographique – hommage que l'auteur et ex-collaborateur de la revue devait considérer avec dédain quelques années plus tard, fustigeant sa propre inconscience d'avoir pu consentir à placer sa signature au bas de ces pages « par une triste habitude, contractée dans l'enfance, qui (le) portait jusque-là à apposer sa signature sur les urinoirs ». Mais avant de prendre ses distances pour quelques mois avec le journalisme, qualifié par lui de « l’art de qui n'a pas d'art », il écrivit encore pour la revue La donna, tout en obtenant entre-temps son doctorat en droit en 1916, avec une cote de 77 sur 110. Réformé en raison d'une affection cardiaque, il fut empêché de s'enrôler comme volontaire dans la Première Guerre mondiale.
En juin 1917, il publia dans l'hebdomadaire Il Mondo Torinese sa première chronique mondaine, qui représente un tournant dans sa carrière d'écrivain, en ce sens qu'il renonça à son habituelle tonalité discursive, pour adopter désormais un ton caustique et critique, et pratiquer la raillerie et l'humour absurde, ce qui lui valut aussitôt un ample succès auprès de nombreux lecteurs volontiers enclins à se reconnaître dans la position anticonformiste et désinvolte de l'auteur.
À la mi-octobre 1918, Pitigrilli se fixa à Rome en compagnie d'Amalia Guglielminetti, et fut engagé par le journaliste Tullio Giordana, directeur du journal libéral-démocratique L’Epoca, désireux de doter son journal de quelques articles plus pétillants, pour distraire les lecteurs de la triste actualité du conflit mondial. Tout en continuant à dévaloriser le journalisme (« les journalistes sont dépourvus d'idées car ils doivent soutenir celles du directeur, lequel soutient celles des actionnaires »), Pitigrilli se rendit en Istrie comme envoyé spécial, et se retrouva à Fiume, ville en proie à dissensions et à contradictions. Pour moquer les nationalistes italiens, qui s'étaient ralliés à ceux des habitants de Fiume qui manifestaient en faveur du rattachement de leur ville à l'Italie, il se fendit d'un article sarcastique, intitulé Fiume, città asiatica, qui provoqua scandale et exaspération. L’Epoca fut mis sous séquestre, et Pitigrilli dut se réfugier en Suisse, d'où il fit ensuite parvenir d'autres articles, au bas desquels Giordana eut la précaution de mettre la signature Dino Segre.
Vers la même époque parurent de sa plume une biographie de sa protectrice Amalia Guglielminetti (1919) et une série d'articles politiques, d'allure anecdotique, à l'occasion des élections du 19 novembre à Naples.
Le 2 février 1920 fut publié dans Il Mondo son premier article écrit depuis Paris, où il avait été envoyé par Giordana comme correspondant étranger. C'est aussi de Paris que, pour alimenter le fascicule monographique à lui consacré, il expédiera à Enrico Cavacchioli, fondateur du bimensuel Raccontanovelle, outre son autobiographie, une série de quatre nouvelles, premières proses de fiction de Pitigrilli jamais publiées. Ces nouvelles, qui avaient pour titre Purificazione, Whisky e Soda, Il cappello sul letto et Balbuzie, connurent un franc succès, à telle enseigne que la revue se trouva épuisée en peu de jours. Le style en était cynique, désinvolte, provocateur, truffé de paradoxes, de calembours et d'impertinences.
Cette même année, sur les instances pressantes de la maison d'édition Sonzogno, qui comptait bien exploiter ce moment propice, il donna Mammiferi di lusso (Mammifères de luxe, 1920), recueil de onze nouvelles – « acte d'un écrivain courageux qui arrache aux femmes leur masque mensonger et aux hommes le bandeau qui les empêche de clairement situer leurs instincts dans l’animalité », dira un critique –  et un ensemble de sept récits, La cintura di castità (la Ceinture de chasteté, 1921). Cette dernière publication lui permit d'abandonner au moins temporairement le métier, si détesté, de journaliste. Ces nouvelles, empreintes d'humour et d'érotisme, surent susciter l'intérêt d'un public moderne et affranchi, en quête de boutades et de jeux de mots distingués, et se piquant de s'être émancipé des préjugés.
Il se rendit ensuite à Turin, d'où il fut bientôt contraint de fuir après avoir provoqué un début de rixe avec un groupe de personnes rancuneuses revenues de Fiume. Réfugié à Rapallo, sur la côte ligurienne, il se voua à la rédaction de Cocaina (Cocaïne, 1921), le premier de ses romans et celui qui est resté le plus célèbre. Écrit « au cours de deux mois et dix jours », le roman relate une histoire d'amour et de drogue, où se bousculent traits d'esprit et reparties cinglantes. Le livre déclencha une grande polémique en Italie : pris à partie par le quotidien fasciste Il Popolo d'Italia, alors dirigé par Benito Mussolini, mais défendu par la prestigieuse revue Ordine Nuovo, fondée par Antonio Gramsci, Pitigrilli se vit au centre d'un débat sur la drogue, laquelle, dans les difficiles années d'après-guerre justement, tendait à se répandre en Italie.
Durant ces mêmes mois, il défraya également la chronique mondaine par ses rapports refroidis avec Amalia Guglielminetti, qu'il tourmentait de sa jalousie, et par les nombreuses liaisons qu'il ne s'interdisait cependant pas d'avoir par ailleurs – jalousie que pourtant il avait définie comme « le sentiment par lequel un homme, après avoir été reçu dans le lit d'une femme, se croit être seul en droit d'y retourner ».

## Sous le régime fasciste
En 1923, après diverses tribulations judiciaires, il commence à écrire La vergine a 18 carati (la Vierge à 18 carats, 1924), son deuxième roman, à l'épilogue tragique et à la thématique nettement autobiographique, qui lui sera un terrain particulièrement propice à faire jaillir aphorismes, paradoxes, traits d'esprit, énoncés sarcastiques et persiflages. L’ouvrage, bientôt introuvable, fit de lui l'auteur le plus lu d'Italie. En même temps, il tenta, en collaboration avec Amalia Guglielminetti, de se frotter au genre de la comédie de théâtre, mais y renonça brusquement pour revenir au journalisme, que pourtant il affirmait mépriser ; il est vrai qu'en 1922, avec les débuts de Mussolini comme président du Conseil des ministres, la situation était profondément changée.
Aux lendemains de la parution de La vergine, il s'attela à réaliser enfin un projet qu'il avait à l'esprit depuis longtemps : fonder une revue qui, comme il le précisera d'emblée, ne poursuivra aucun but moral (« je tourne en dérision les moralistes dans la mesure où ils persistent dans le préjugé, dans le mensonge conventionnel, dans l'hypocrisie », déclara-t-il), devra être innovante au niveau graphique, et contenir « les nouvelles des plus grands auteurs italiens ». Dans le premier numéro de ce bimensuel, intitulé Le Grandi Firme (litt. les Grandes Signatures, juillet 1924), on relève l'absence de la signature de Guglielminetti, qui ne sera pas invitée par la suite à participer à la rédaction, et qui rompra définitivement avec Pitigrilli à la fin août de la même année. En octobre, la revue lança un appel à contribution aux auteurs de récits, auquel répondirent les meilleures plumes alors en exercice, parmi lesquels : Massimo Bontempelli, Corrado Alvaro, Achille Campanile, Ferdinando Russo, Roberto Bracco, Luigi Pirandello, Grazia Deledda et Alfredo Panzini. Par ailleurs, la revue sut s'attacher les dessinateurs et humoristes italiens les plus cotés de l'époque, dont Gino Boccasile. La revue fut tirée et vendue à des dizaines de milliers d'exemplaires, mais, à l'inverse de ce succès éditorial, eut aussi à affronter les assauts du pouvoir politique, des bien-pensants, des moralistes, et en particulier d'Alessandro Giuliani, rédacteur en chef d'Il Popolo d’Italia, alors dirigé, depuis le 1er novembre 1922, par Arnaldo Mussolini, frère cadet du Duce, qui qualifia la publication de « puits noir » et de « litière ». Plus tard encore, en décembre 1925, Pitigrilli lancera Il Dramma, revue théâtrale mensuelle à grand succès, qui survivra jusqu'à la fin des années soixante-dix.
Le retentissant succès éditorial de ces deux publications, et l’acquittement lors d'un jugement pour outrage aux mœurs, disposèrent Pitigrilli à donner le jour à une troisième revue, Le Grandi Novelle, dont la direction fut confiée à Anselmo Jona. Le premier numéro, qui parut le 1er juillet 1926, contenait une attaque féroce contre Guglielminetti, qui contre-attaqua un mois plus tard par voie du bimensuel Le Seduzioni, fraîchement créé par elle. Ce conflit, qui, loin de s'apaiser, dégénéra en coups bas et divers actes répréhensibles, parfois par revues interposées, déboucha sur l'arrestation, le 11 janvier 1928, de Pitigrilli. Les chefs d'inculpation étaient « offenses à la personne de Mussolini, activité politique contraire aux institutions et au régime, immoralité dans la sphère privée et publique par le biais de publications. » Cependant, le 23 janvier de la même année, un télégramme donnera avis au ministère de ce que la commission avait dû, « l’innocence de l’accusé une fois reconnue à l’unanimité », requérir le procureur du roi de procéder à « l'arrestation du délateur Jona et la dénonciation d'Amalia Guglielminetti pour présentation de preuves fausses ». Le 24 janvier 1928 fut donc ordonnée la libération immédiate de Pitigrilli.
Il reste à signaler enfin, parmi les périodiques fondés par Pitigrilli, les revues La Vispa Teresa et Crimen, celle-ci étant la première revue italienne entièrement consacrée au récit policier.
En août 1929, au terme de cinq années de mutisme littéraire, parut ce qui aux yeux de beaucoup de commentateurs est le meilleur roman de Pitigrilli, L’esperimento di Pott (trad. fr. l'Homme qui cherche l'amour). Entre-temps, Le Grandi Firme, à l'instar de ce qui advint à La Voce de Giuseppe Prezzolini, mais certes avec une autorité moindre, devint une sorte de carrefour par où transitaient intellectuels fascistes et antifascistes.
Pitigrilli était d’autre part un conférencier habile et fort prisé, à preuve qu’entre 1929 et 1930 il fut invité par quelques-unes des universités européennes les plus importantes, dont la Sorbonne, à différents colloques internationaux pour y disserter sur des sujets assez complexes et ardus tels que le concept d’absurde et d’hypocrisie ou que « la décadence du paradoxe en littérature ».

### Indicateur de l'OVRA
À partir de 1926, parallèlement à l’instauration de la dictature fasciste, se mit également en place une résistance antifasciste, organisée en différents noyaux d'opposants dans les principales villes du nord de l'Italie. L’OVRA, la police politique fasciste, une fois éliminé le comité central d'opposition avec siège à Milan, porta son attention sur Turin, où se maintenait l’organisation la plus résolue contre le régime. La section turinoise avait créé un journal, Voci d’Officina, qui lui servit d'écran. Frappé une première fois, le groupe sut se réorganiser en 1931 sous la direction de Leone Ginzburg. De ce groupe, constitué en majorité d'intellectuels juifs, faisaient partie Vittorio Foa, Massimo Mila, Mario et Alberto Levi, et Sion Segre Amar, cousin de Pitigrilli.
À partir de mai 1930, Pitigrilli figurait sur la liste de paie de l’OVRA au titre d'informateur pour la zone France. C'est en effet d'organisations « maçonniques » implantées dans la capitale française, telles que Concentrazione antifascista et Giustizia e Libertà, cette dernière fondée par Carlo Rosselli, Emilio Lussu et Fausto Nitti, qu'émanaient les consignes en vue d'organiser des attentats en Italie, pour frapper et déstabiliser le régime fasciste. Le 12 juin 1934, Pitigrilli, dont le nom de code à l'OVRA était SOS, puis Pericle et 343, était parvenu, fort de son antifascisme au-dessus de tout soupçon et de ses liens de parenté avec Sion Segre (lequel du reste avait déjà été arrêté à la veille du referendum du 25 mars après qu'il eut été surpris à la frontière suisse portant une cargaison de tracts et une trentaine d'exemplaires des Quaderni di Giustizia e Libertà, à acheminer à Turin pour inciter les électeurs à voter non), à faire personnellement la connaissance de Carlo Rosselli et d'informer les agents de l’OVRA sur les mouvements des principaux groupes opposés au régime.
En mai 1931, il fit paraître, réunis en un même volume, un court roman et neuf récits : I vegetariani dell’amore (litt. les Végétariens de l'amour). Le 5 décembre 1931, il épousa Deborah Senigallia, fille d'un riche baron turinois du textile, fabricant d'un organsin célèbre. En juin 1932 naquit leur fils Gianni. Au printemps 1934, Pitigrilli envoya depuis Paris une lettre à sa femme, qui résidait à Turin : « je ne suis pas fait pour la vie conjugale. Certains hommes sont nés pour le mariage. D'autres non. Aies patience. Sois jeune. Refais-toi une vie. »

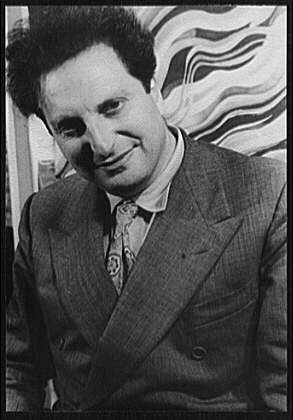
Carlo Levi, chef de file des anti-fascistes turinois, arrêté sur dénonciation de Pitigrilli et assigné à résidence en Apulie.

Ayant réussi à s'infiltrer complètement à l'intérieur de Giustizia e Libertà, il alla à présent jusqu'à produire des articles pour la publication du groupe, en les signant d'un faux nom, non sans en avoir prudemment avisé au préalable ses patrons à Rome. Chargé en outre de la surveillance des antifascistes juifs, il rencontra souvent, à Turin, Alberto Levi et Vittorio Foa. À partir de la mi-1934, Pitigrilli s'attacha à découvrir le cerveau derrière l'antifascisme turinois, et crut d'abord que ce devait être Luigi Einaudi ; lorsqu'il se trouva en présence du vrai chef des antifascistes turinois, le peintre et écrivain Carlo Levi, il fut cependant incapable de le reconnaître comme tel, même s'il eut l'intuition que derrière ce personnage se tenait « un monde silencieux et vigilant ». L'agent numéro 343 de l'OVRA décrivit le comité de rédaction de La Cultura comme « une aiguille aimantée sur laquelle se ramasse toute la limaille de fer de l'antifascisme turinois ». Trahissant ainsi la confiance de nombreux opposants, il parvint, aux fins d'espionnage, à étendre ses fréquentations jusqu'à Paris, où il connut, entre autres personnalités, Angelo Tasca, qui avait fait partie avec Antonio Gramsci, Palmiro Togliatti et Umberto Terracini du groupe turinois Ordine nuovo.
Ses liens avec l’OVRA servirent aussi à Pitigrilli à perpétrer des vengeances littéraires. En effet, près de quinze après la publication de Mammiferi di lusso, Dino Segre n'était plus considéré que comme un écrivain dépassé. Sous le régime fasciste avait surgi une nouvelle génération littéraire, à laquelle appartenaient notamment Elio Vittorini, Alberto Moravia, Curzio Malaparte (fondateur de La Conquista dello Stato en 1924 et, conjointement avec Bontempelli, de La Fiera Letteraria) et Ignazio Silone.
Le 15 mai 1935, vers les sept heures du matin, la police opéra un coup de filet dans les milieux antifascistes, que Pitigrilli s'était chargé d'observer quatorze années durant. Pour ne pas compromettre sa position à cette occasion, Pitigrilli s'ingénia à planifier une arrestation programmée, mais le projet fut écarté par Rome, au motif qu'il « présentait plusieurs aspects dangereux ». Après le démantèlement du groupe turinois de Giustizia et Libertà, à la suite duquel, en juillet 1935, Carlo Levi, Cesare Pavese et Alberto Levi furent condamnés à la résidence surveillée, et Norberto Bobbio, Luigi Einaudi et Luigi Salvatorelli frappés d'une admonestation, la carrière d'espion de l'écrivain fut irrémédiablement compromise par le procès-verbal de la déposition de Michele Giua, arrêté le 15 mai, qui avait compris (de même que Vittorio Foa, ce dernier cependant réduit au silence car maintenu en isolement) que Dino Segre était le mouchard de la police.
Au printemps 1936, Pitigrilli fut impliqué dans un accident d'automobile. Lors du litige judiciaire qui s'ensuivit, il se fit assister de l'avocate Lina Furlan, de qui il avait déjà fait la rencontre deux ans auparavant dans le salon d'une amie commune ; Pitigrilli et Lina Furlan s'éprirent aussitôt l'un de l'autre. La même année parut Dolicocefala bionda (litt. Dolichocéphale blonde, trad. fr. sous le titre Dolico blonde), sa septième œuvre, dont les chiffres de vente cependant se ressentirent de la situation d’une Italie encore sous le coup de la guerre d’Abyssinie tout juste terminée.
Entre-temps, la revue Le Grandi Firme, confiée à Cesare Zavattini depuis avril 1937, fut définitivement fermée par le pouvoir fasciste, après que le Duce eut trouvé inconvenante la publication d'un récit – il s'agissait de la nouvelle Fame (Faim), de Paola Masino –, se déroulant dans un milieu pauvre, parmi la pègre italienne, et allant donc à l'encontre de l’image de la nation que l'on était tenu de donner, pétrie d'éléments édifiants, positifs et exhortants.
L’antifasciste Emilio Lussu, qui répondit au salut de Pitigrilli à Paris en le traitant de charogne, lui fit comprendre que l'on savait désormais tout sur son compte. Mais le régime aussi cessa de lui payer ses émoluments ou de lui octroyer des faveurs, et après l'avoir fait surveiller par un espion, décida le 20 septembre 1939 de le congédier. En outre, avis lui fut donné qu'il avait dorénavant à se considérer comme un exilé politique (fuoriuscito), tandis qu'Alessandro Pavolini, ministre de la Culture Populaire, le qualifia d'ennemi. Exclu de toutes parts, il publia cette même année Le amanti e la decadenza del paradosso, qui passera largement inaperçu. Le 10 juin 1940, l'ordre lui parvint de partir pour L'Aquila dans un camp d’internement. Grâce à monseigneur Montini et à l'aide des rares amis qui lui restaient, il réussit cependant à se soustraire à l’internement, et en octobre, la mesure qui le condamnait à la résidence surveillée fut annulée à la suite de l'intervention d'Edvige Mussolini, sœur cadette du Duce, cédant aux instances de l'industriel Garbini. Bien qu'encore lié civilement à Deborah Senigallia, il épousa Lina Furlan devant un prêtre catholique, étape dans sa conversion au catholicisme. De cette nouvelle union naquit un fils le 15 avril 1943, prénommé Pym.
Il renoua avec l'écriture, signant, sous le pseudonyme Flamel, pour la revue L’Illustrazione del Popolo, des articles prodiguant des conseils pleins de bon sens et de sagesse, fort éloignés de cette tonalité qui l'avait jadis rendu célèbre. Il tenta de se faire réembaucher dans l’OVRA et d'obtenir son certificat d’aryanité, mais en vain.
Le 25 juillet 1943, alors que l’Italie n'était pas encore occupée par les alliés, il y eut à Turin, devant les portes de la Gazzetta del Popolo, une manifestation pour empêcher qu'un triumvirat (un comité directeur tricéphale favorable au fascisme), « expression du régime révolu », ne prît possession du quotidien ; après qu'un blindé se fut approché pour rétablir l'ordre, Pitigrilli, présent à la manifestation, monta sur le véhicule, criant qu'il avait « une personne capable à proposer ». Le conducteur du blindé, sans laisser à Pitigrilli le temps de sauter à bas, se dirigea vers la préfecture de police, suivi d'une partie de la foule décidée à réclamer sa libération. La « personne capable » que Pitigrilli, qui ne s'estimait pas apte lui-même à assumer la direction de ce journal, voulait proposer pour ce poste était Tullio Giordana, lequel en effet avait toutes raisons de se retourner contre le régime déchu. Pitigrilli pour sa part écrira dans le journal une série d'articles de dénonciation dirigés contre le régime fasciste, contre ses dirigeants, magistrats, médecins et avocats, se déchargeant ainsi sur les autres de ses propres culpabilités.

## Années d'exil
Cependant, la situation politique bascula à nouveau. Après l’occupation allemande de l’Italie et l'armistice le 13 septembre 1943, Mussolini, libéré du Gran Sasso, proclama la République sociale italienne. Avec l'aide de don Piero Folli, curé de Voldomino, Dino Segre, son épouse et son fils, et le cousin Amar, réussirent à s'enfuir en Suisse peu avant le début des représailles nazies. Le 6 octobre, l'Italie fit siennes les lois de Nuremberg, aux termes desquelles la pureté raciale des individus devait être démontrée en remontant jusqu'aux bisaïeuls. Le 21 août 1943, après huit ans de réclusion, fut enfin libéré le professeur Michele Giua, l'une des victimes des activités d'espionnage de Pitigrilli au service de l’OVRA.
L'affaire Pitigrilli se répercuta, par des canaux clandestins, jusqu'à Radio Bari. Après la libération, l'on découvrit au domicile d'un commissaire de l’OVRA les rapports rédigés par Pitigrilli et envoyés à la police politique fasciste. Le 14 septembre 1945, il sera publiquement dénoncé par le livre Ricordi di un ex detenuto politico, 1935-1944, et le 15, la maison d'édition milanaise d'Italia Libera (organe de Giustizia e Libertà), publiera, sur indication du directeur Carlo Levi, les copies des rapports que Pitigrilli avait envoyés à Rome depuis Turin et Paris. Pitigrilli tentera de se défendre et de démentir les accusations, parfois en les tournant en dérision. Gianeri, directeur du journal satirique turinois Codino Rosso, en appela au gouvernement pour établir la vérité, mais Alcide De Gasperi, craignant le déclenchement de nouvelles violences, préféra s'abstenir pour l'heure de tirer l'affaire au clair. La confirmation officielle définitive fut donnée par les actes protocolaires de l'État, publiés dans le journal officiel italien du 2 juillet 1946 ; dans ce numéro en effet parut la liste des informateurs de la police politique fasciste : parmi les 622 noms cités figurait notamment « Segre Dino (SOS, Pitigrilli, Piti, Pindaro, Pilli, Pericle), fu David e di Lucia Ellena, nato a Torino il 5 maggio 1893, domiciliato a Torino in via Peschiera 28, scrittore pubblicista ».
En janvier 1947, il acheva de rédiger Mosè e il cavalier Levi, destiné à sceller sa nouvelle trajectoire artistique et spirituelle. Le livre, qui ne sera pas publié tout de suite, retrace l'histoire de deux familles juives turinoises qui traversent le fascisme, les lois raciales et la guerre. Quelques mois après, il écrivit La meravigliosa avventura, ouvrage dans lequel il relata sa conversion en termes explicites. Avant même qu'ils ne fussent effectivement publiés en 1948, ces deux livres furent attaqués par Mario Mariani, qui, convaincu que son ancien ami n'était qu'un louche opportuniste, ne pouvait pas croire à un Pitigrilli devenu catholique ; celui-ci du reste, reprenant pour l'occasion son style naturel d'antan, se défendit dans une postface d'une trentaine de pages à La meravigliosa avventura.
Les événements de l'immédiat après-guerre ayant fini par reléguer l'affaire Pitigrilli à l'arrière-plan, quelques hommes politiques italiens proposèrent la réhabilitation de Dino Segre, mais en vain. Parmi eux se trouvait Giulio Andreotti, jeune démocrate chrétien, qui était alors sous-secrétaire de la présidence du Conseil des ministres dirigé par Alcide De Gasperi, et à qui était apparue « fort marquée » la religiosité de Pitigrilli. À la fin de 1947, la commission chargée de se pencher sur le cas des informateurs de la police fasciste, statuant sur la requête de Foa, Giua, Lussu et Garosci, conclut que la culpabilité de l'écrivain était démontrée « irréfutablement ». Ayant, par suite de cette déclaration, renoncé à toute idée de retourner un jour dans sa patrie, Pitigrilli quitta l'Europe le 17 février 1948, à destination de l'Amérique du Sud, tandis que la maison d'édition Sonzogno publiait le dernier des trois ouvrages qui forment ensemble le triptyque de sa conversion : La piscina di Siloe. L'auteur y retrace le parcours culturel de sa vie et comment il abandonna peu à peu les expériences spirites et médiumniques, pour se rapprocher du catholicisme ; ses rencontres successives avec Padre Pio de Pietrelcina, Ève Lavallière et quelques grands médiums de l’époque jouèrent dans son évolution spirituelle un rôle déterminant. Entre-temps, son passé de mouchard de l’OVRA porta y compris des personnalités comme Giovannino Guareschi et même Giorgio Almirante à lui fermer les colonnes de leurs revues respectives, Candido et Secolo d'Italia.
Le 28 mars 1948, débarqué en Argentine avec sa famille, il renia tous les livres qui lui avaient valu réputation et richesse et interdit à l'éditeur Sonzogno de les republier. Il se fixa à Buenos Aires, où il écrivit des billets dans la rubrique Pimientos dulces ('poivrons doux') de La Razón, quotidien argentin de l'après-midi à grand tirage et large diffusion. Ses articles, au style agile et scintillant, seront lus par des dizaines de milliers d'Argentins et réussiront à faire doubler les ventes du quotidien, qui approcheront ainsi des 500 000 exemplaires par jour. Pitigrilli donna, au long de la décennie qu'il passa en terre sud-américaine, à la presse locale une quantité d'écrits trois fois supérieure à tout ce qu'il avait publié durant la trentaine d'années antérieure, écrits auxquels toutefois faisait défaut l'originalité expressive de sa production de la première période. Entre-temps, l'écho de son succès en Argentine atteignit l'Italie, par le biais du journal du Vatican L'Osservatore Romano et de La Civiltà Cattolica.
Au milieu des années cinquante, en Italie, le juge Alvazzi del Frate accorda la séparation légale à sa première épouse Deborah Sinegallia, condamnant en outre l'écrivain à lui verser une pension mensuelle de soixante-quinze mille lires. En 1955, un coup d'État militaire destitua le président Juan Perón, portant Pitigrilli à abandonner le continent sud-américain et à se réinstaller à Paris, rue du Montparnasse, où il rétablit ses contacts notamment avec Sartre, Cocteau et Beauvoir.
En 1961, désireux de renouer avec la vie italienne, il s'avisa que de ses anciennes vicissitudes il ne subsistait guère plus que quelques vestiges. Il fit inscrire son fils à l'université de Turin, et séjourna d'intervalle en intervalle dans sa ville natale, quoique choisissant de garder son logement parisien comme domicile principal. Il remplit une rubrique pour trois périodiques catholiques italiens, La rocca, La casa et Il messaggero di Sant’Antonio. Dans les années soixante, il publia neuf livres encore (recueils de nouvelles), mais 1968 fit de lui un auteur de musée, plutôt qu'un phénomène contemporain. Toujours avide de faire parler de lui, il revint après dix ans au genre du roman avec Nostra signora di miss tif, récit assez prolixe, truffé de sermons, mais où, çà et là, surgissent de ces propositions brillantes, paradoxes pointus et analogies rappelant le Pitigrilli première manière.
Il s'éteignit le 8 mai 1975, la veille de son quatre-vingt-deuxième anniversaire, alors qu'il s’apprêtait à repartir pour Paris après un séjour d'une quinzaine de jours en Italie auprès de sa femme et de son fils Pym.
En 1976, Umberto Eco préfaça la réédition, toujours chez Sonzogno, de deux romans parmi les plus célèbres de Pitigrilli, L’esperimento di Pott et Dolicocefala bionda.

## Œuvre
Au cours de sa longue carrière d’écrivain, Pitigrilli a produit, en plus de ses œuvres romanesques, un nombre impressionnant d’articles, de reportages et de chroniques, rédigés dans le style provocant, anticonformiste, paradoxal et aphoristique qui lui était propre. Cultivé et raffiné, brillant et désabusé, déclinant toute forme d’engagement politique, il sut combiner la plus absolue liberté de ton et d’idées avec un insolent succès public et avec la recherche, assumée et cyniquement affichée, du profit commercial. Néanmoins, ses écrits, quoique presque unanimement (jusqu’il y a peu) taxés de superficiels et légers, font au contraire souvent montre d’un don aiguisé de l’observation, en particulier de la société italienne de l’entre-deux-guerres, de ses mœurs et de ses faiblesses, et de réelles qualités stylistiques.

### Réception
Pitigrilli possédait l’art de se mettre à dos tant les milieux conservateurs, par sa désinvolture et son anticonformisme, que les milieux de gauche, par son scepticisme foncier sur les capacités intellectuelles de l’homme moyen et sur les possibilités de rédemption d’une humanité sans cesse en quête de solutions commodes à des questions fondamentales telles que la finitude de l’individu, l’injustice sociale et la souffrance morale. S’y ajoutait, comme le note Rosselli dans son article, son admiration ostensible pour la pétillante et cosmopolite culture française de l’entre-deux-guerres, admiration qui en plus d’irriter les porte-drapeau d’un fascisme tendu à la revalorisation de la romanité, provoqua des démangeaisons moralisatrices chez bon nombre d’intellectuels catholiques et de gauche. Plus particulièrement, les fulgurants succès commerciaux de ses entreprises éditoriales et de ses productions romanesques n’étaient guère faites pour s’attirer les sympathies des milieux de gauche ; le succès et l’argent étaient ce qui lui importait en premier lieu, et pour cela son premier soin était de s’assurer les faveurs des lecteurs, en cherchant seulement à leur procurer du divertissement, sans souci de quelque engagement politique que ce soit et sans se préoccuper de la portée morale de la matière par lui publiée. L’éditorial du premier numéro de Grandi Firme précise : «  Nous n’aspirons pas à régénérer l’homme, à fustiger le temps présent, à imprimer de nouvelles directions à la civilisation, par le moyen de contes moraux. La littérature n’a pas de fonction purificatrice, et nous ne sommes pas des missionnaires appelés à convertir le lecteur égaré, ni des moines trappistes qui chaque quart d’heure le conduisent à méditer sur la mort inéluctable. Nous exclurons tout ce qui peut avoir une vague saveur politique. Les littérateurs qui font de la politique sont ennuyeux et incompétents, comme les politiciens qui font de la littérature ». Après 1945, à la suite de la révélation de son rôle comme indicateur de l’OVRA, s’adjoindra à l’accusation de superficialité et de poujadisme celle d’opportunisme et de cynisme.
Une certaine réhabilitation de Pitigrilli adviendra néanmoins dans la décennie 1990, avec un essai d’Umberto Eco et d’autres articles qui mettront en évidence, à rebours de sa réputation de légèreté, la profondeur et la pertinence de ses romans, leur richesse en observations sur la psychologie de l’individu et des masses, et leurs qualités stylistiques, et, en ce qui concerne en particulier ses écrits journalistiques, sa liberté de ton et d’idées, combinée à un style vif et polémique, et à une capacité à rapporter les choses vues avec lucidité et hardiesse, n’excluant pas des analyses fouillées.

### Ouvrages de Pitigrilli

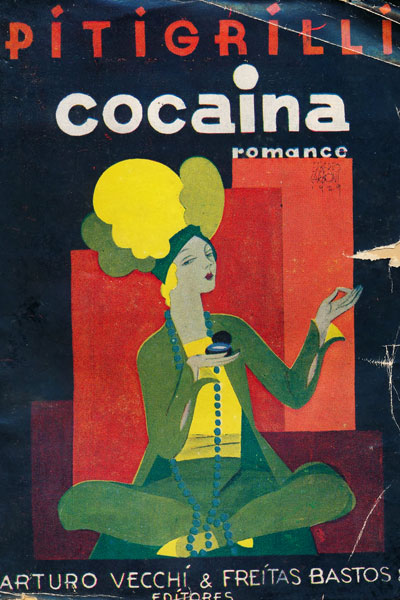
Couverture de l'édition brésilienne de Cocaïne (1921).

- Il Natale di Lucillo e Saturnino, Sonzogno, Milan, 1915.
- Le vicende guerresche di Purillo Purilli bocciato in storia, S. Lattes e C., Turin,1915.
- Amalia Guglielminetti, Modernissima, Milan, 1919
- La balbuzie; Whisky e soda; Purificazione; Il cappello sul letto, Sonzogno, Milan, 1920
- Mammiferi di lusso, Sonzogno, Milan, 1920.
- Ingannami bene, Casa Editrice Italia, Milan, 1920.
- La cintura di castità, Sonzogno, Milan, 1921.
- Cocaina, Sonzogno, Milan, 1921.
- Oltraggio al pudore, Sonzogno, Milan, 1922.
- La Vergine a 18 carati, Sonzogno, Milan, 1924.
- In tribunale col pittore Adolfo Magrini, il Dott. Aristide Raimondi ed altri,
imputati di oltraggio al pudore a mezzo della stampa, Rocco, Naples, 1926.
- L'esperimento di Pott, Sonzogno, Milan, 1929.
- I vegetariani dell'amore, Sonzogno, Milan, 1929.
- Dolicocefala bionda, Sonzogno, Milan, 1936.
- Le amanti. La decadenza del paradosso, Turin, Edit. Associati-Tip. Salussolia, 1938.
- La meravigliosa avventura, Sonzogno, Milan, 1948,
- Saturno, Sonzogno, Milan, 1948.
- La piscina di Siloe,  Sonzogno, Milan, 1948.
- Mosè e il cavalier Levi,  Sonzogno, Milan, 1948.
- Il farmacista a cavallo,  Sonzogno, Milan, 1948.
- Lezioni d'amore, Sonzogno, Milan, 1948.
- Confidenze (conference), Monza, Tipografia sociale, 1949.
- Pitigrilli parla di, Sonzogno, Milan, 1949.
- Apollinaria. Poemetto. Suite da cinq nouvelles, Sonzogno, Milan, 1950.
- L'ombelico di Adamo, Sonzogno, Milan, 1951.
- Peperoni dolci, Sonzogno, Milan, 1951.
- Il sesso degli angioli, Sonzogno, Milan, 1952.
- Dizionario antiballistico, Sonzogno, Milan, 1953.
- La moglie di Putifarre, Sonzogno, Milan, 1953.
- Gusto per il mistero, Sonzogno, Milan, 1954.
- Come quando fuori piove, Sonzogno, Milan, 1954.
- La danza degli scimpanzé, Sonzogno, Milan, 1955.
- L'«affaire Susanna» (Short stories e storie in shorts), Sonzogno, Milano, 1955.
- L'amore ha i giorni contati, Sonzogno, Milan, 1956.
- Il pollo non si mangia con le mani. Galateo moderno, Sonzogno, Milan, 1957.
- I figli deformano il ventre, Sonzogno, Milan, 1957.
- L'amore con la O maiuscola, Sonzogno, Milan, 1958.
- La Maledizione, Naples, Rocco, 1958.
- Sacrosanto diritto di fregarsene, Sonzogno, Milan, 1959.
- Amore a prezzo fesso (Short stories e storie in short), Sonzogno, Milan, 1963.
- I pubblicani e le meretrici, Sonzogno, Milan, 1963.
- Lo specchio e l'enimma, Padoue, EMP, 1964.
- I Kukukuku, Sonzogno, Milan, 1964.
- Odor di femmina, Sonzogno, Milan, 1964.
- Il dito nel ventilatore, Sonzogno, Milan, 1965.
- La donna di 30, 40, 50, 60 anni. (Una croce sull'età), Sonzogno, Milan, 1967.
- La bella e i curculionidi, Sonzogno, Milan, 1967.
- Queste, coteste e quelle, Sonzogno, Milan, 1968.
- Amori express, Sonzogno, Milan, 1970.
- Sette delitti, Sonzogno, Milan, 1971.
- Nostra signora di MissTiff, Naples, Marotta, 1974.

### Ouvrages sur Pitigrilli
- (it) Lettere all'O.V.R.A. di Pitigrilli, Domenico Zucaro (Florence 1960)
- (it) Lettere di un spia, Domenico Zucaro (Milan 1976)
- (it) Enzo Magrì, Un italiano vero: Pitigrilli, Milan, Baldini&Castoldi/Dalai Editore, 1999, 248 p. (ISBN 978-8880897316), p. 13.
- (it) Anna Antolisei, Pitigrilli : Un aforista in ombra, Joker / Gli Amanti dei Libri, 2018, 148 p. (ISBN 978-8875364250).